# 1969年9月25日月食
1969年9月25日月食为一次在协调世界时1969年9月25日出現的半影月食。該次月食半影食分為0.926、全影食分為-0.090。

## 概述
這次月食的食分是0.12。

## 基本參數
- 類型：半影月食
- 食甚資料：
  - 日期：1969年9月25日
  - 時間：20:10
  - 月球位置：赤經0.12度、赤緯1.9度
  - 食分：半影食分：0.926、全影食分：-0.090

## 外部連結
- NASA月食專頁（页面存档备份，存于）（英文）